# Skarinu
Skarinu (gr. Σκαρίνου) – wieś w Republice Cypryjskiej, w dystrykcie Larnaka. W 2011 roku liczyła 393 mieszkańców.